# Helene Thurner
Helene Thurner   (Zams, 12 d'agost de 1938) és una conductora de luge austríaca, ja retirada, que va competir durant la dècada de 1960.
El 1964 va prendre part en els Jocs Olímpics d'Hivern d'Innsbruck, on guanyà la medalla de bronze en la prova individual del programa de luge. Quatre anys més tard, als Jocs de Grenoble, fou novena en la mateixa prova.
En el seu palmarès també destaquen una medalla de plata i dues de bronze al Campionat del món de luge i una de plata al Campionat d'Europa.